# Altopiano di Abbasanta
Altopiano di Abbasanta este o arie protejată (arie de protecție specială avifaunistică — SPA) din Italia întinsă pe o suprafață de 19.716 ha, integral pe uscat.

## Localizare
Centrul sitului Altopiano di Abbasanta este situat la coordonatele 40°14′16″N 8°55′10″E / 40.237755°N 8.919365°E.

## Înființare
Situl Altopiano di Abbasanta a fost declarat arie de protecție specială avifaunistică în iulie 2009 pentru a proteja 15 specii de animale.

## Biodiversitate
Situată în ecoregiunea mediteraneană, aria protejată conține 6 habitate naturale: Păduri de Quercus ilex și Quercus rotundifolia, Pseudostepă cu ierburi și specii anuale de Thero-Brachypodietea, Matorral arborescenți cu Laurus nobilis, Dehesas cu Quercus spp. perene, Galerii și tufărișuri riverane sudice (Nerio-Tamaricetea și Securinegion tinctoriae), Păduri de Olea și Ceratonia.
La baza desemnării sitului se află mai multe specii protejate:
- păsări (13): pescăruș albastru (Alcedo atthis), Alectoris barbara, fâsă-de-câmp (Anthus campestris), pasărea ogorului (Burhinus oedicnemus), erete cenușiu (Circus pygargus), dumbrăveancă (Coracias garrulus), Falco naumanni, șoim călător (Falco peregrinus), sfrâncioc roșiatic (Lanius collurio), ciocârlie de bărăgan (Melanocorypha calandra), Sylvia sarda, silvie de tufiș (Sylvia undata), spârcaci (Tetrax tetrax)
- amfibieni (1): Discoglossus sardus
- reptile (1): țestoasa de baltă (Emys orbicularis)

Pe lângă speciile protejate, pe teritoriul sitului au mai fost identificate 1 specie de plante, 37 de specii de păsări, 2 specii de amfibieni, 1 specie de nevertebrate, 4 specii de reptile.